# جک پیترسون (بازیکن هاکی روی چمن)
جک پیترسون (انگلیسی: Jack Peterson; ۲۲ فوریهٔ ۱۸۸۰ – ۲۳ مهٔ ۱۹۶۴) ورزشکار اهل بریتانیا بود.